# Kon Gang
Kon Gang là một xã thuộc tỉnh Gia Lai, Việt Nam.
Xã Kon Gang có diện tích 89,08 km², dân số năm 1999 là 3.388 người, mật độ dân số đạt 38 người/km².